# Diritti LGBT in Algeria
In Algeria le persone lesbiche, gay, bisessuali e transessuali, secondo un rapporto dell'ILGA del 2008, devono affrontare difficoltà e problemi giuridici che gli altri cittadini non incontrano: tutti gli atti sessuali compiuti tra persone adulte dello stesso sesso rimangono completamente illegali all'interno del paese.
Nonostante tutto, la pena detentiva nei confronti degli omosessuali è molto più leggera rispetto ad altri paesi musulmani dove è in vigore la pena di morte; e l'attività omosessuale appare comune.
Le persone LGBT sono spesso maltrattate e picchiate in casa da parte dei familiari, dei vicini o anche dai membri delle forze di polizia; al momento non esistono leggi sui diritti civili che vietino l'ingiusta discriminazione o le molestie sulla base dell'orientamento sessuale o dell'identità di genere, anzi, le norme sociali prevalenti sono utilizzate per giustificare i delitti d'onore. 
Al momento non è in programma la depenalizzazione dell'omosessualità, ma in genere è anche tollerata dalla società meno conservatrice. Durante il mese di novembre e dicembre 2019, durante le proteste in Algeria, anche gli attivisti lgbt hanno la loro voce in capitolo.

## Codice penale
La legge penale algerina riflette nella sua interezza i costumi dominanti del paese, che vedono omosessualità e travestitismo come contrari alla religione musulmana: l'Art. 3 della carta fondamentale dello stato stabilisce difatti che l'Islam è l'unica religione ufficiale dello stato.
Nell'Art. 338 della legge algerina si legge che "chiunque sia riconosciuto colpevole di aver commesso un atto omosessuale è punito con la reclusione da due mesi a due anni, e al pagamento di una multa da 500 a 2 000 dinari algerini; se uno dei partecipanti ha meno di 18 anni, la pena per la persona adulta più essere elevata fino a tre anni di reclusione e 10 000 dinari di multa".
L'Art 333 inoltre afferma che "quando l'oltraggio alla pubblica decenza è rappresentato da un atto contro natura con un individuo dello stesso sesso, la pena è costituita dalla reclusione da sei mesi a tre anni, oltre al pagamento di una multa da 1 000 a 10 000 dinari algerini.
Leggi simili esistono anche per attuare una forma di censura nei confronti della stampa, specificamente rivolta a tutte quelle pubblicazioni e alle altre forme di espressione culturale (radio, televisione, cinema, letteratura) che si mostrani favorevoli alla concessione dei più elementari diritti civili per le persone LGBT.

## Matrimonio e famiglia, discriminazioni e molestie
Il rito matrimoniale è interamente definito dalla legge e dai costumi islamici e nessun riconoscimento legale per le unioni di coppie dello stesso sesso è previsto all'interno dell'ordinamento giuridico.
Non esiste nel paese alcun gruppo di sostegno per le persone LGBT riconosciuto dalla legge; in realtà non è raro che queste si trovino ad esser vittime di pregiudizi, quando non di veri e propri crimini i quali, quando giungono all'omicidio, vengono chiamati delitti d'onore; questo perché l'assassino è spesso un familiare o un vicino di casa che vuole ripristinare l'onore morale della famiglia "macchiato" dalla persona LGBT.

## Condizioni di vita
Omosessualità e travestitismo sono proibite per legge e l'atteggiamento sociale prevalente è apertamente negativo, quando non sfocia in veri e propri atti violenti; a nessuna organizzazione politica è permesso fare campagne a favore dei diritti LGBT: violenze ed omicidi contro gay e transessuali compiuti da fondamentalisti religiosi vengono generalmente tollerati.
Esempi di crimini d'odio contro gli omosessuali sono stati la lapidazione in strada di due uomini nel 2001 e l'uccisione di altri due rispettivamente nel 1994 e 1996. 
L'ultima vittima di omofobia è Assil Belalta, studente di medicina di 21 anni nel febbraio 2019. È stato trovato sgozzato e col suo sangue è stato scritto "He is gay" sul muro.
Ciò ha scatenato una grande indignazione in Algeria e un'immensa folla di giovani ha commemorato il ragazzo nella facoltà. Le ancora difficili condizioni di vita costringono alcuni a fuggire all'estero e chiedere asilo politico in Europa.

## Tabella riassuntiva
| Attività e relazioni sessuali legali                         | (punibile fino a 3 anni di carcere) |
| Parità dell'età di consenso                                  | No                                  |
| Leggi anti-discriminazione sul lavoro                        | No                                  |
| Leggi anti-discriminazione nella fornitura di beni e servizi | No                                  |
| Leggi anti-discriminazione in tutti gli altri settori        | No                                  |
| Matrimonio egualitario                                       | No                                  |
| Unione civile                                                | No                                  |
| Adozione                                                     | No                                  |
| Autorizzazione a prestare servizio nelle forze armate        | No                                  |
| Diritto di cambiare legalmente sesso                         | No                                  |
| Surrogazione di maternità                                    | No                                  |
| Permessa la donazione di sangue per le persone omosessuali   | No                                  |